# Kateryna Tabašnyk
Kateryna Oleksа́ndrivna Tabašnyk (in ucraino Катери́на Олекса́ндрівна Та́башник?; Charkiv, 15 giugno 1994) è un'altista ucraina.

## Biografia
Nel 2011 partecipa alla gara del salto in alto dei campionati del mondo allievi di Lilla, senza però riuscire ad approdare in finale. Nel 2012 si cimenta nelle prove multiple, classificandosi seconda ai campionati nazionali juniores nell'eptathlon (seconda anche nel salto in alto) e partecipando sempre nell'eptathlon ai mondiali juniores, concludendo la gara con tre salti nulli nel salto in lungo.
Nel 2013 si diploma campionessa ucraina juniores del pentathlon e partecipa ai campionati europei indoor di Göteborg, fermandosi alle qualificazioni del salto in alto. lo stesso anno conquista la medaglia d'oro nel salto in alto ai campionati europei juniores di Rieti.
Nel 2018 è quinta ai campionati europei e nel 2019 quarta agli europei indoor, sempre nel salto in alto. Nel 2022, come conseguenza dell'invasione russa dell'Ucraina, viene invitata a partecipare ai campionati ibero-americani in Spagna, dove si classifica prima (senza però ricevere la medaglia in quanto fuori classifica).
Nel 2023, dopo essersi classificata seconda nel salto in alto ai campionati ucraini assoluti indoor, prende parte ai campionati europei di atletica leggera indoor di Istanbul, dove conquista la sua prima medaglia di bronzo in un campionato internazionale assoluto.

## Progressione

### Salto in alto
| Stagione | Misura | Luogo         | Data      | Rank. Mond. |
| -------- | ------ | ------------- | --------- | ----------- |
| 2022     | 1,95 m | Parigi        | 18-6-2022 |             |
| 2021     | 1,86 m | Luc'k         | 17-5-2021 |             |
| 2018     | 1,96 m | Kropyvnyc'kyj | 25-6-2018 |             |
| 2017     | 1,95 m | Rovereto      | 29-8-2017 |             |
| 2015     | 1,70 m | Charkiv       | 13-5-2015 |             |
| 2013     | 1,90 m | Rieti         | 21-7-2013 |             |
| 2012     | 1,87 m | Jalta         | 31-5-2012 |             |
| 2011     | 1,78 m | Jalta         | 28-9-2011 |             |
| 2010     | 1,65 m | Donec'k       | 1-7-2010  |             |

### Salto in alto indoor
| Stagione  | Misura | Luogo      | Data       | Rank. Mond. |
| --------- | ------ | ---------- | ---------- | ----------- |
| 2022-2023 | 1,96 m | Kiev       | 18-2-2023  |             |
| 2021-2022 | 1,85 m | Hustopeče  | 5-2-2022   |             |
| 2018-2019 | 1,99 m | Hustopeče  | 26-1-2019  |             |
| 2017-2018 | 1,92 m | Minsk      | 23-12-2017 |             |
| 2016-2017 | 1,80 m | Zaporižžja | 28-1-2017  |             |
| 2014-2015 | 1,83 m | Zaporižžja | 28-1-2015  |             |
| 2012-2013 | 1,90 m | Sumy       | 6-2-2013   |             |
| 2011-2012 | 1,84 m | Mahilëŭ    | 25-2-2012  |             |
| 2010-2011 | 1,80 m | Mahilëŭ    | 25-2-2011  |             |

## Palmarès
| Anno | Manifestazione             | Sede       | Evento        | Risultato      | Prestazione | Note  |
| ---- | -------------------------- | ---------- | ------------- | -------------- | ----------- | ----- |
| 2011 | Mondiali allievi           | Lilla      | Salto in alto | Qualificazione | 1,67 m      |       |
| 2012 | Mondiali juniores          | Barcellona | Eptathlon     | dnf            | dnf         |       |
| 2013 | Europei indoor             | Göteborg   | Salto in alto | Qualificazione | 1,80 m      |       |
| 2013 | Europei juniores           | Rieti      | Salto in alto | Oro            | 1,90 m      |       |
| 2018 | Europei                    | Berlino    | Salto in alto | 5ª             | 1,94 m      |       |
| 2019 | Europei indoor             | Glasgow    | Salto in alto | 4ª             | 1,97 m      |       |
| 2022 | Campionati ibero-americani | La Nucia   | Salto in alto | 1ª             | 1,90 m      | [ 1 ] |
| 2023 | Europei indoor             | Istanbul   | Salto in alto | Bronzo         | 1,94 m      |       |
| 2025 | Europei indoor             | Apeldoorn  | Salto in alto | 11ª (q)        | 1,85 m      |       |
| 2025 | Mondiali indoor            | Nanchino   | Salto in alto | 9ª             | 1,89 m      |       |

## Campionati nazionali
- 1 volta campionessa ucraina juniores del pentathlon indoor (2013)

2010
- Eliminata in qualificazione ai campionati ucraini assoluti, salto in alto - 1,65 m

2012
- Argento ai campionati ucraini juniores, salto in alto - 1,75 m
- Argento ai campionati ucraini juniores, eptathlon - 5167 punti

2013
- 4ª ai campionati ucraini juniores indoor, salto in alto - 1,89 m
- Oro ai campionati ucraini juniores indoor, pentathlon - 3773 punti
- Argento ai campionati ucraini juniores, salto in alto - 1,89 m

2015
- Eliminata in qualificazione ai campionati ucraini assoluti indoor, salto in alto - 1,70 m
- 8ª ai campionati ucraini under 23, salto in alto - 1,70 m

2017
- 9ª ai campionati ucraini assoluti indoor, salto in alto - 1,75 m
- 4ª ai campionati ucraini assoluti, salto in alto - 1,86 m

2018
- 4ª ai campionati ucraini assoluti indoor, salto in alto - 1,91 m
- Argento ai campionati ucraini assoluti, salto in alto - 1,96 m

2019
- Bronzo ai campionati ucraini assoluti indoor, salto in alto - 1,97 m

2023
- Argento ai campionati ucraini assoluti indoor, salto in alto - 1,96 m

## Altre competizioni internazionali
2018
- 8ª allo Shanghai Golden Grand Prix ( Shanghai, 12 maggio 2018), salto in alto - 1,85 m
- 4ª al Golden Gala Pietro Mennea ( Roma, 31 maggio 2018), salto in alto - 1,94 m
- 6ª al Meeting de Paris ( Parigi, 30 giugno 2018), salto in alto - 1,94 m
- Bronzo al Meeting international Mohammed VI d'athlétisme de Rabat ( Rabat, 13 luglio 2018), salto in alto - 1,90 m
- 5ª al Weltklasse Zürich ( Zurigo, 30 agosto 2018), salto in alto - 1,85 m

2022
- 6ª al Meeting de Paris ( Parigi, 18 giugno 2022), salto in alto - 1,95 m
- 7ª al Bauhaus-Galan (, Stoccolma, 30 giugno 2022), salto in alto - 1,85 m
- Bronzo al Kamila Skolimowska Memorial ( Chorzów, 6 agosto 2022), salto in alto - 1,88 m